# Dercetisoma
Dercetisoma là một chi bọ cánh cứng trong họ Chrysomelidae.
Chi này được Maulik miêu tả khoa học năm 1936.

## Các loài
Các loài trong chi này gồm:
- Dercetisoma concolor (Jacoby, 1889)
- Dercetisoma khonkaenicum Kimoto, 1989
- Dercetisoma nepalica Medvedev & Sprecher-Uebersax, 1998
- Dercetisoma puncticollis (Jacoby, 1889)